# Kawaii
Pour les articles homonymes, voir Kawai (homonymie).
Kawaii ou kawaï (可愛い, aussi écrit en hiraganas : かわいい, prononcé [kaɰaiꜜi]), est un adjectif japonais signifiant principalement « mignon ». La culture et l'idée véhiculée par ce mot dépasse les limites de l'archipel japonais pour s'étendre à de nombreux pays, entraînant plus ou moins une déformation d'usage, une mauvaise compréhension de la culture japonaise ou un phénomène culturel parfois différent de la réalité au Japon.

Boeing 747 de la compagnie All Nippon Airways décoré dans un style kawaii avec des personnages Pokémon.

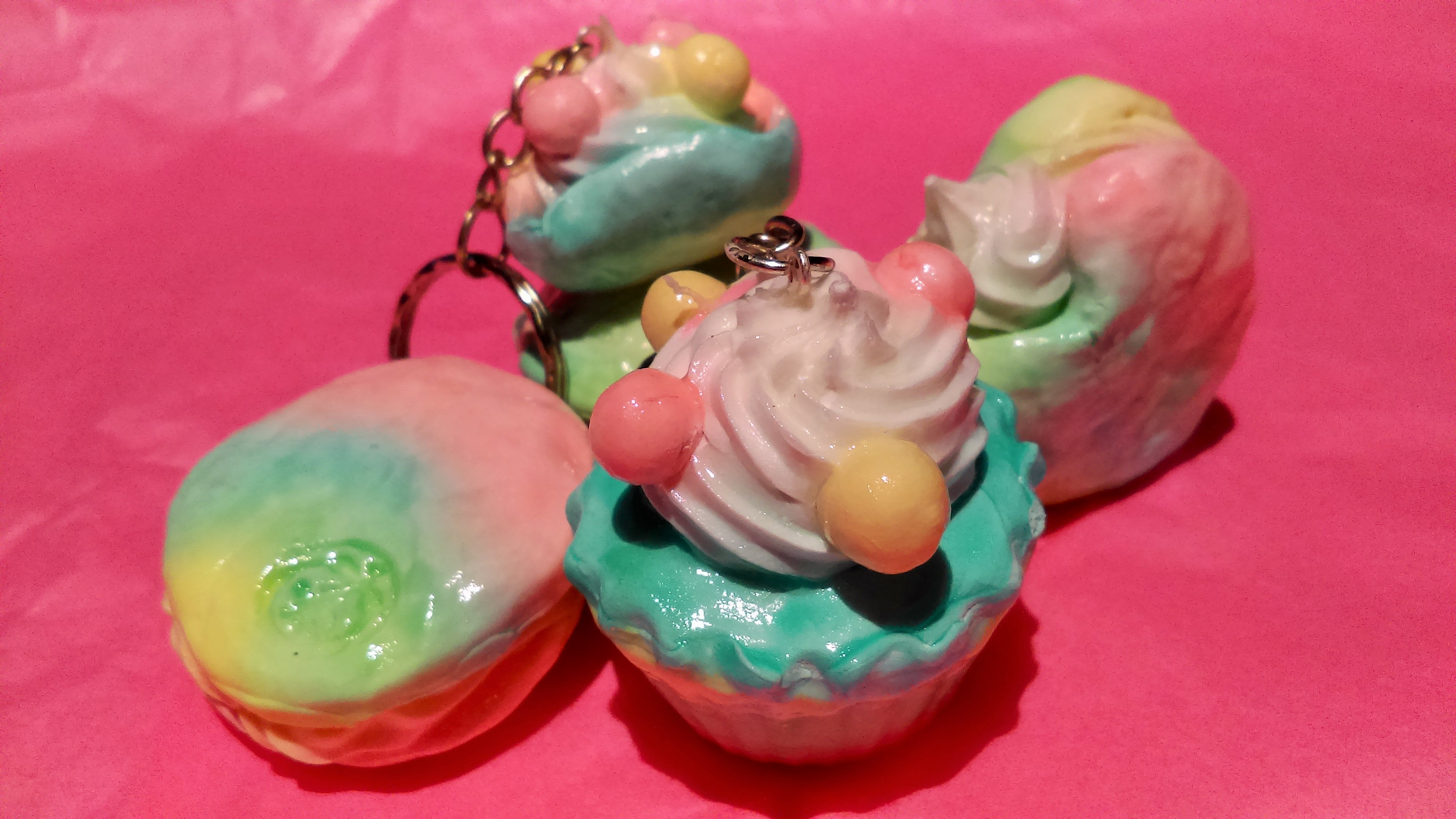
Porte-clés kawaii en forme de pâtisseries colorées.

Le mot kawaii est très largement utilisé au Japon, avec une intonation différente pour les hommes et les femmes[pas clair].

## Histoire et signification du mot
Le terme kawaii a connu une évolution sémantique et grapho-phonétique au cours de l'histoire. Il est d'abord attesté dans Le Dit du Genji de Murasaki Shikibu, monument de la littérature japonaise, où il s'écrivait en hiragana かわゆい (kawayui) et désignait des caractéristiques éveillant la pitié. L'adjectif a ensuite évolué sous la forme que l'on connaît aujourd'hui « かわいい » ainsi qu'en kanji « 可愛い ». Ce dernier est composé de ‹ 可 › signifiant dans ce contexte « capable de » et ‹ 愛 › signifiant « affection » ou « amour ». On peut ainsi traduire littéralement kawaii par « adorable ». Cependant, cette traduction perd une partie du sens du mot. Comme l'atteste son emploi initial dans le Dit du Genji, le terme a également le sens de « vulnérable » et « fragile », tel un enfant. Il est ainsi également proche en sens des termes français « enfantin » et « petit ». En résumé, une chose est dite kawaii quand elle est adorable en raison de sa fragilité, sa petitesse, ou son caractère enfantin.
Le mot kawaii est d'un emploi large : il peut être utilisé envers des animaux, des personnes, des objets, des paysages, des situations, et même des idées. Quand il est utilisé pour décrire des personnes, il peut aussi bien désigner une personnalité « mignonne » que des traits physiques mignons. Par ailleurs, le mot est très souvent utilisé pour qualifier des bébés, ce qui rejoint son usage pour désigner des choses petites et rondes. Enfin, Kawaii est aussi utilisé dans les cas où des personnes âgées agissent de façon infantile ou lorsque des adultes montrent des signes d'innocence ou autres traits propres à l'enfance.

### Exemples d'utilisation

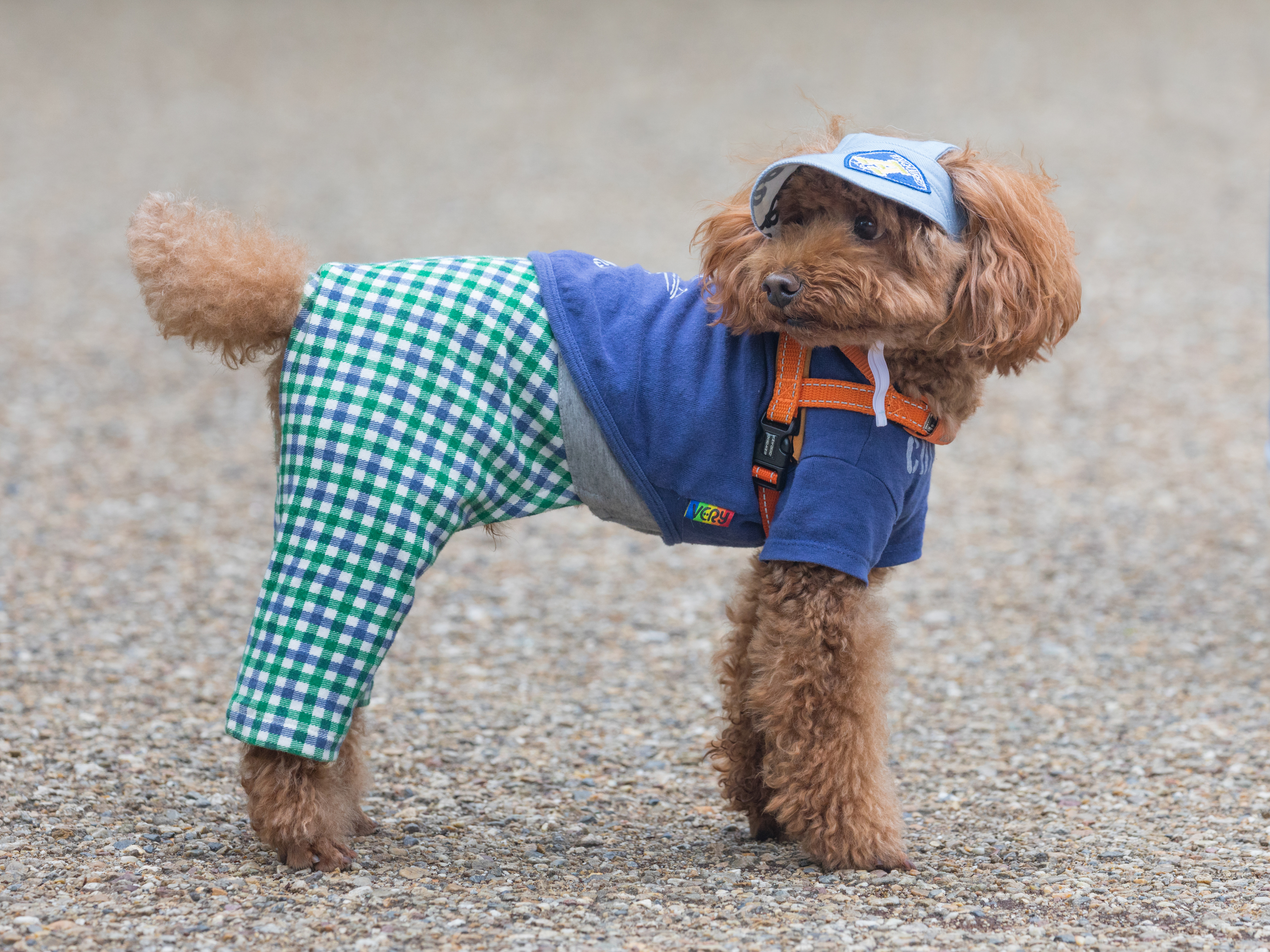
« Ce chien est trop mignon ! ». Chien toy habillé au parc d'Ueno à Tokyo.

Ce chien est trop mignon ! kono inu wa kawaisugiru ! この犬は可愛すぎる！
Son petit-frère est vraiment mignon.　kare no otôto wa hontô ni kawaii desu 彼の弟は本当にかわいいです。
Ce porte-clefs est trop mignon !　kono sutorappu wa chô kawaii! このストラップは超かわいい！
Une maison rose ! Que c'est mignon !　pinku na ie! nante kawaii! ピンクな家！なんて可愛い！
Elle a fait sa déclaration d'amour en rougissant. C'était trop mignon. kokuhaku shitara, hoppe ga makka ni natte, sugoku kawaikatta　告白したらほっぺが真っ赤になって、すごく可愛かった。
Elle l'a soudainement pris dans ses bras. C'était trop mignon.　kyûni dakko shite, chô kawaikatta 急に抱っこして、超可愛かった。

## Esthétique kawaii
L'esthétique kawaii peut paraître, à l'extérieur du Japon, intrigante, car elle est utilisée dans des situations où elle peut sembler incongrue, donnant l'impression d'une frivolité ou d'un manque de sérieux, comme dans les publications gouvernementales, les annonces des services publics, de l'armée ou des compagnies aériennes.
Repris par le magazine CUTiE à la fin des années 1980, le kawaii est devenu part intégrante de l'identité féminine des Japonaises. L'évolution de l'identité féminine a ainsi étendu sa signification en l'associant par exemple avec le gothique dans les années 1980.

### Différence entre lekawaiiet le beau
Pour indiquer une idée de beauté et en contraste avec kawaii, qui possède une connotation de jeunesse et d'innocence (« adorable »), on utilise plutôt l'adjectif utsukushii (« magnifique ») ou le mot bijin « belle personne » pour les femmes, et l'adjectif kakkō ii (« bon style ») ou le mot ikemen (en) pour les hommes.
Dans la société japonaise, qualifier une personne adulte de kawaii peut être incongru et engendrer malaises et malentendus. Pour une femme, cela peut insinuer qu'elle possède une mentalité infantile et naïve, voire immature. Pour un homme, cela peut insinuer qu'il est efféminé.
Beaucoup de chanteurs faisant partie de groupes Johnny's sont régulièrement qualifiés de kawaii par des femmes de tout âge. Très souvent, des photos publiées dans grand nombre de magazines sont volontairement kawaii.

## Lekawaiidans la société japonaise

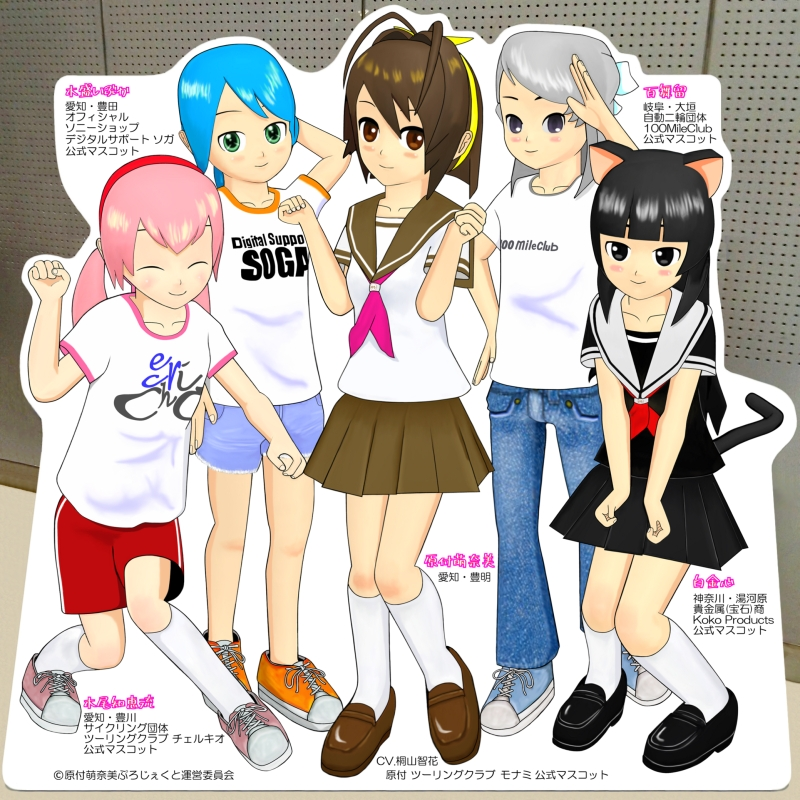
Exemple de personnage mascotte commerciale japonaise.

Les produits autour de personnages kawaii, la kawaii culture, sont extrêmement populaires au Japon mais également en Chine, à Singapour, à Taïwan et en Corée du Sud. Les deux plus grands fabricants de ces produits sont Sanrio (fabricant des produits Hello Kitty, emblème pour l'étranger de la mouvance kawaii) et San-X. Ils sont aussi populaires auprès des enfants qu'auprès des adultes, en particulier les femmes adultes.
Kawaii est parfois considéré comme l'expression d'un mouvement de jeunisme, touchant d'abord les femmes. Certains[Qui ?] pensent également qu'il contribue à l'acceptation des produits de type lolicon, apparenté à la pédophilie dans certaines cultures occidentales[réf. nécessaire].
Dans les mangas et anime, les personnages kawaii ont toujours de grands yeux et fréquemment un petit nez et une petite bouche. La couleur rose, des expressions du visage enfantines et une collection d'accessoires peuvent parfaire le personnage.

### Omniprésence
Le kawaii peut être trouvé un peu partout au Japon, du petit commerce de rue aux grandes compagnies, du gouvernement à la mairie. De nombreuses entreprises, petites et grandes, utilisent des mascottes kawaii ou yuru-chara (ゆるキャラ) pour présenter leurs produits et services au public.
Quelques exemples :
- Pikachu, un personnage des Pokémon orne les flancs de trois avions des All Nippon Airways ;
- Asahi Bank utilise Miffy, un personnage d'une série hollandaise de livres imagés pour enfants sur certaines de ses cartes ATM ;
- Monkichi, un singe mascotte mignon, orne les emballages d'une marque de préservatifs ;
- Chacune des quarante-sept préfectures possède son yuru-chara (l'un des plus connus est Kumamon, pour la préfecture de Kumamoto) ;
- La Japan Rail a décoré certains trains à l'effigie de Hello Kitty ;
- La poste japonaise utilise Yū-Pack, une boîte à lettre stylisée.

### Dans la mode vestimentaire
Kawaii renforce aussi la mode qui consiste à s'habiller avec des vêtements trop grands pour accentuer le côté enfantin de la personne qui les porte. Souvent de couleur pastel, ils sont accompagnés de sacs ou de petits accessoires avec des personnages de dessins animés.
Kawaii peut également être utilisé pour la mode. Par exemple, une mode caractérisée par des vêtements qui semblent conçus pour des enfants typiquement, en utilisant assez librement des manchettes, de la dentelle, des tons roses ou plus généralement pastels… Les accessoires incluent fréquemment des bijoux, porte-clés ou des sacs ornés de représentations de personnages de cartoons, de pâtisseries et de licornes arc-en-ciel.
Cependant, la mode n'est pas la seule concernée. Cette tendance est également représentée par la posture corporelle, les attitudes physiques. Beaucoup se tiennent comme des enfants (pied tournés en dedans, l'un vers l'autre, la tête légèrement baissée…).

### Dans les jeux vidéo
La culture kawaii est largement véhiculée par les jeux vidéo. Provenant à l'origine de personnages kawaii de mangas ou d'anime, de nombreux personnages proviennent aujourd'hui du jeu vidéo, et on constate l'apparition de produits dérivés.
Quelques exemples :
- Les Pikmins sont des personnages apparus sur GameCube en 2001. Ils reprennent toutes les caractéristiques du kawaii ;
- Les LocoRoco sont des personnages apparus sur PlayStation Portable en 2006. Ce sont de petites boules molles et colorées qui doivent être guidées de niveau en niveau alors qu'elles chantonnent.

Nintendo, par sa place historique dans le secteur du jeu familial, a fait du kawaii un véritable argument de vente. Néanmoins, ses concurrents, notamment Sony, semblent vouloir rattraper leur retard[réf. nécessaire].

### Dans la cuisine japonaise

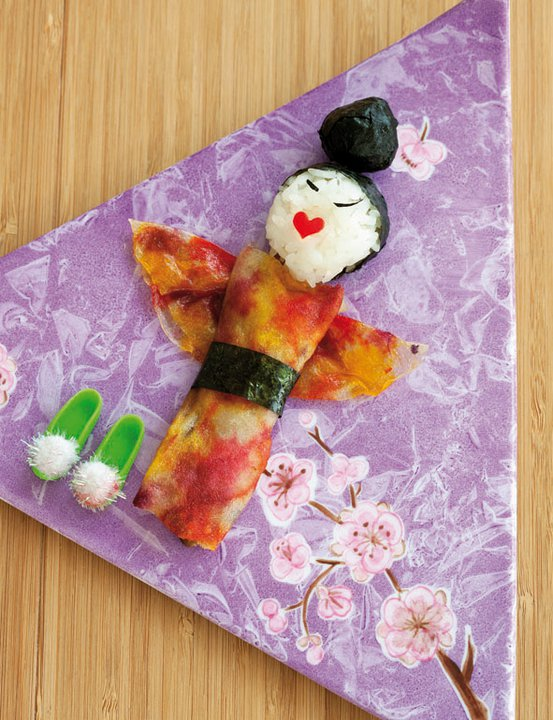
« Kimonos crêpes », du livre Cuisine kawaï, de Lucie Béluga.

La cuisine kawaii est caractérise par la présentation des plats de façon mignonne, petite et très colorée souvent des formes rondes. C’est une notion qui apparait avec l’avènement du bentō charaben (キャラ弁, kyaraben), diminutif de « character bentō », souvent agrémentée de décorations (飾り切り, kazari-giri) en forme de personnages kawaii. On trouve ainsi de nombreux accessoires spécialisés tels que des moules à œufs qui permettent de représenter facilement des oursons, lapins ou autres. Les ustensiles et les plats de service de cette cuisine sont eux-mêmes souvent kawaii.

### La calligraphie kawai
L'« écriture anormale des adolescentes » est une forme d'écriture kawaii populaire auprès des adolescentes japonaises. Yamane Kazuma a forgé ce terme durant son étude sur l'écriture entre 1984 et 1986.
Selon Sharon Kinsella, un chercheur de l'université de Cambridge, le besoin de kawaii et cette obsession du « mignon » a commencé au Japon aux alentours de 1970 au moment où la manie d'arrondir les lettres, d'embellir les notes afin d'obtenir une écriture quasi enfantine a commencé à se répandre parmi les adolescentes japonaises. Cette calligraphie était également appelée « écriture de chaton » ou « fausse écriture enfantine », jusqu'à ce qu'au milieu des années 1980, 55 % des filles de douze à dix-huit ans l'utilisent[réf. nécessaire].
Auparavant, l'écriture japonaise était verticale, utilisant des traits dont l'épaisseur variait sur la longueur (typiquement, un bout fin, un bout épais). Le nouveau style était écrit latéralement, de préférence avec un crayon mécanique pour produire des traits très fins et réguliers. Cette écriture utilisait des caractères extrêmement stylisés, arrondis, avec des caractères latins, des katakanas et des petits dessins tels que des cœurs, des étoiles ou des visages (smileys par exemple) insérés de façon aléatoire dans le texte. Les caractères étaient difficiles à lire et l'écriture très reconnaissable.

## Dans les autres cultures
Kawaii est devenu un mot courant dans certaines langues, mais généralement utilisé par des jeunes et des adeptes de culture asiatique, de mangas et d'anime. Aux États-Unis, le mot commence à se trouver dans des cercles moins asianisants.[réf. nécessaire]